# Jutta Förster
Dr. Jutta Förster (* 13. September 1957 in Warburg) ist eine deutsche Juristin und ehemalige Richterin. Sie war seit dem 2. Juli 2007 Richterin am Bundesfinanzhof und vom 29. November 2018 bis zum 31. August 2023 Vorsitzende Richterin.

## Leben und Wirken
Förster trat 1988 in den höheren Dienst der Bundesfinanzverwaltung ein. 1990 nahm sie ihre Tätigkeit als steuerrechtliche Referentin beim Deutschen Industrie- und Handelstag auf. 1995 wechselte sie zum Verband des Deutschen Maschinen- und Anlagebaus als Leiterin der Steuerabteilung. Es folgten leitende Steuerpositionen bei zwei börsennotierten Großunternehmen. Nach der Ernennung zur Richterin am Bundesfinanzhof im Jahr 2007 war sie Mitglied des X. Senats, der für die Besteuerung von Einzelgewerbetreibenden sowie für Streitfälle in den Bereichen der Sonderausgaben und der Alterseinkünfte zuständig ist. Seit Juli 2018 war sie Mitglied im Großen Senat des Bundesfinanzhofs und seit Ende November 2018 bis zu ihrem Ruhestand im August 2023 Vorsitzende Richterin am X. Senat des Bundesfinanzgericht.
Förster wurde im Wintersemester 1988/1989 zum Thema Verbrauchsteuern bei Prof. Dr. Dieter Birk promoviert. Seit 2011 ist sie Honorarprofessorin an der rechtswissenschaftlichen Fakultät der Universität Osnabrück.
- Studium der Rechtswissenschaften in Münster
- 1981: 1. juristisches Staatsexamen
- 1984: 2. juristisches Staatsexamen
- Anschließend wissenschaftliche Mitarbeiterin am Institut für Steuerrecht der Universität Münster
- 1988 bis 1990: Referentin für Marktordnungsrecht an der OFD Münster
- 1990 bis 1995: Referentin für Internationales Steuerrecht und Körperschaftsteuer beim Deutschen Industrie- und Handelstag
- 1996 bis 1997: Leiterin der Abteilung Finanzen und Steuern des VDMA
- 1998 bis 2001: Leiterin Steuern Ausland der Degussa AG
- 2002 bis 2007: Leiterin des Fachbereichs Steuern und Abgaben der Schering AG
- Seit 2008: Richterin am Bundesfinanzhof in München
- 2011: Honorarprofessorin der Universität Osnabrück

Am 31. August 2023 ist Dr. Jutta Förster in den Ruhestand gegangen.